# Uba (fiume)
La Uba (in russo Уба?) è un fiume del Kazakistan settentrionale, tributario di destra dell'Irtyš (bacino idrografico dell'Ob').